# .460 S&W Magnum
Die .460 S&W Magnum ist eine leistungsstarke Patrone und wird aus Revolvern verschossen. Leistungsgesteigerte Patronen dieser Art werden in Schießsportdisziplinen wie „Metallic Silhouette“ und in einigen Staaten zur Jagd eingesetzt.

## Einordnung in Deutschland
Beim BDMP Deutschland (Bund der Militär- und Polizeischützen e. V.) wird sie in der Disziplin „Super Magnum“ geschossen.
Im deutschen Nationalen Waffenregister (NWR) wird die Patrone unter Katalognummer 1701 ohne weitere Synonyme geführt.

## Geschichte

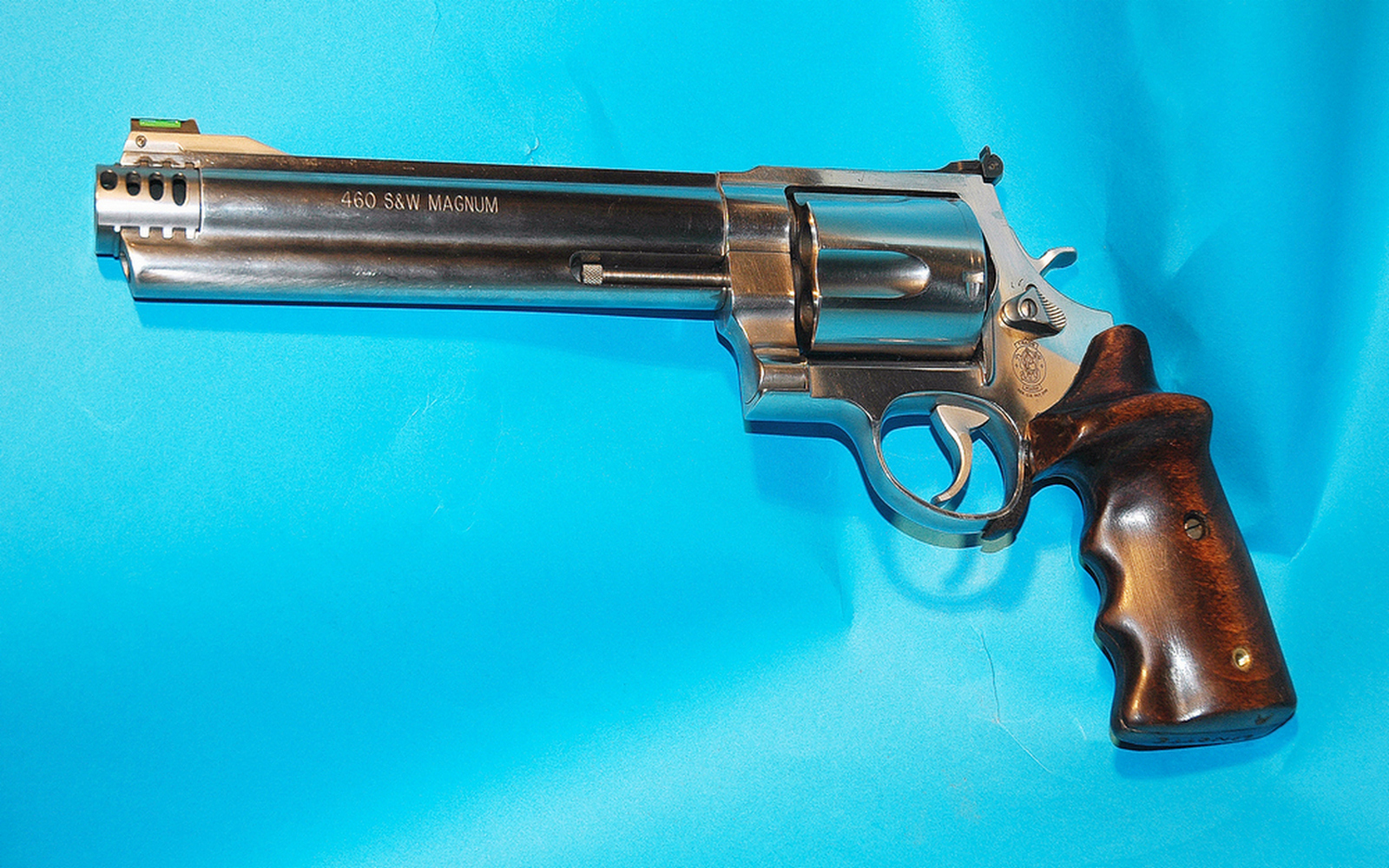
.460 S & W XVR Magnum Revolver

Nach der Vorstellung des X-Frame (extra großer Revolverrahmen) von Smith & Wesson für das Kaliber .500 S&W im Jahre 2003 war es nur eine Frage der Zeit, bis andere auf diesem Rahmen basierende Revolver erschienen (460XVR und 460V). S&W wählte hier ein .45er Kaliber. Für die .460 S&W Magnum wurde die Hülse der .454 Casull verlängert, um mehr Platz für das Pulver zu schaffen. Die .454 Casull ist wiederum eine verlängerte Version der .45 Colt. Revolver im Kaliber .460 S&W Magnum können somit auch Patronen der Kaliber .454 Casull und .45 Colt verschießen, aber nicht umgekehrt.